# ユーゴスラビア連邦共和国

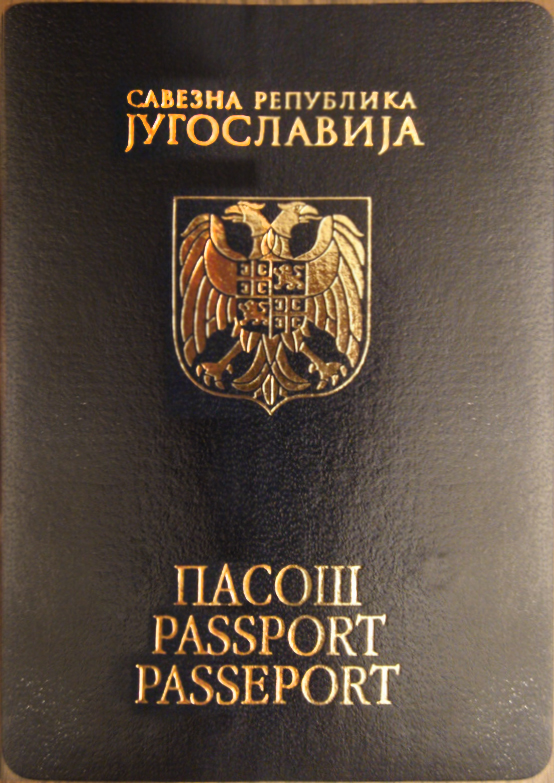
ユーゴスラビア連邦共和国のパスポート。2009年12月31日まで有効とされた。

ユーゴスラビア連邦共和国
Савезна Република Југославија (セルボ・クロアチア語)
Savezna Republika Jugoslavija (セルボ・クロアチア語)

国歌: Хеј, Словени（セルビア語）
スラヴ人よ

ユーゴスラビア連邦共和国の位置（1992年）

1. 
2. 

ユーゴスラビア連邦共和国（ユーゴスラビアれんぽうきょうわこく、セルビア語・セルビア・クロアチア語：Савезна Република Југославија; СРЈ / Savezna Republika Jugoslavija; SRJ）は、1992年から2003年まで存在した南ヨーロッパ・バルカン半島中部の連邦国家。
ユーゴスラビア社会主義連邦共和国（SFRJ）が崩壊して4つの共和国が独立した後、同国に留まっていたセルビア共和国とモンテネグロ共和国によって結成された。スロベニア、クロアチア、ボスニア・ヘルツェゴビナ、マケドニア分離前のユーゴスラビアと区別して「新ユーゴスラビア」と呼ぶことが多い。

## 概要
ユーゴスラビア社会主義連邦共和国（SFRJ）から4つの共和国が分離したことによって、残された2国から成るユーゴスラビア連邦共和国（FRJ）はより単一民族的となった。2つの国家で多数派を形成する民族はそれぞれセルビア人、モンテネグロ人であるが、両者は民族的・文化的にほぼ同一である。モンテネグロ人の民族主義者は、モンテネグロ人がセルビア人とは異なる独自の民族であると主張するが、それ以外の多くの人々はモンテネグロ人はセルビア人の一支族であると考えている。ユーゴスラビア連邦共和国の少数民族としては、アルバニア人、マジャル人、ルーマニア人などがいる。コソボ・メトヒヤ自治州で多数派であるアルバニア人と少数派のセルビア人との間で民族的緊張が高まり、両者の衝突はユーゴスラビア連邦共和国の存続期間を通してずっと続いた問題であった。
ユーゴスラビア連邦共和国は、1992年の建国から2000年に至るまで、かつてのユーゴスラビア社会主義連邦共和国の継承国家であると認められていなかった。1992年から2000年までの間、アメリカ合衆国などの国々はユーゴスラビア連邦共和国を「セルビアとモンテネグロ」、あるいはその中でセルビアが支配的な地位にあったことから単に「セルビア」と呼んでいた。特にスロボダン・ミロシェヴィッチがセルビア大統領の地位にあった時代、ミロシェヴィッチは連邦の大統領よりも強い影響力を持っていた。ミロシェヴィッチやセルビア民族主義に反対する人々は、ミロシェヴィッチ支配下のユーゴスラビア連邦共和国を「大セルビア」と呼んだ。
2003年に国家を再編し、国家連合セルビア・モンテネグロに移行した。しかし国家連合もその3年後の2006年、モンテネグロの住民投票で独立が支持されたことに伴い、解消された。その結果、2006年にはモンテネグロ、セルビアの両国はともに独立国となった。

## 歴史
1991年から1992年にかけてのユーゴスラビア社会主義連邦共和国の崩壊によって、セルビア共和国とモンテネグロ共和国だけがユーゴスラビア連邦に残された。2国は連邦を維持することを決め、1992年に新しい憲法を制定した。旧東側諸国における共産主義体制の崩壊を受け、共産主義体制は正式に放棄され、1990年に解体したユーゴスラビア共産主義者同盟の指導的地位は否定された。国旗からは赤い星が取り除かれ、社会主義的な国章も変更され、セルビアとモンテネグロの象徴の入った双頭の鷲の紋章に変更された。このほかの変更としては、警察の呼称がミリツィヤ（Милиција / Milicija）からポリツィヤ（Полиција / Policija）に改められ、2つの共和国はそれぞれの武力を持つとされた。新しい連邦はまた、ユーゴスラビア社会主義連邦共和国の時代の集団指導体制を廃止し、民主的に選ばれた単独の大統領制とし、民主的に選ばれた一つの議会を持つとされた。

### ユーゴスラビア連邦共和国とユーゴスラビア紛争
ユーゴスラビア連邦共和国は、国際的な機関への参加資格を停止されていた。これは、1990年代に進行中であったユーゴスラビア紛争のためである。そのため、旧連邦の資産と責務、とくに国債の分配に関する合意の妨げとなっていた。ユーゴスラビア連邦共和国の政府は、1991年から1995年にかけての紛争で、クロアチアやボスニア・ヘルツェゴビナで、それぞれの政府と戦うセルビア人勢力を支援していた。そのために、ユーゴスラビア連邦共和国は経済的・政治的な制裁下におかれ、国の経済は壊滅し、多くの若者が国外に流出した。
BBCのドキュメンタリー番組「Death of Yugoslavia」では、ユーゴスラビアの高官ボリサヴ・ヨヴィッチ（Borisav Jović）が、ボスニア・ヘルツェゴビナ・セルビア人軍がユーゴスラビア人民軍から分かれて組織されたことを明かした。これによって、ボスニア・ヘルツェゴビナの独立に伴って、そこに駐留していたユーゴスラビア人民軍は「外国の侵略軍」ではなくなり、ユーゴスラビアが侵略者として紛争に介入しているとする見方を回避した。この際、ボスニア・ヘルツェゴビナのセルビア人軍は、自力での資金拠出能力はなく、ユーゴスラビアから多量の装備と全ての資金を受け取っていた。さらに、セルビア急進党の党首で民兵組織「白い鷹」の創設者でもあるヴォイスラヴ・シェシェリは、セルビア大統領スロボダン・ミロシェヴィッチがシェシェリに対して民兵をボスニア・ヘルツェゴビナに送るよう私的に要請したと主張している。さらに、ボスニアのセルビア人軍を指揮していたのは、かつてのユーゴスラビア人民軍の指揮官ラトコ・ムラディッチであった。。ムラディッチはユーゴスラビア人民軍の指揮官として1991年から1992年のクロアチア紛争に従事し、ボスニア・ヘルツェゴビナ紛争での戦争犯罪の嫌疑でユーゴスラビア国際戦犯法廷に訴追されている。
1995年、セルビア大統領スロボダン・ミロシェヴィッチは、ユーゴスラビア連邦共和国とボスニア・ヘルツェゴビナのセルビア人勢力を代表してアメリカ合衆国のデイトンで和平交渉に臨み、その結果結ばれたデイトン合意によってボスニア・ヘルツェゴビナ紛争は終結した。

### 分離主義の動き
1996年、モンテネグロは、セルビアと結んでいた経済協力関係を破棄し、独自の経済政策を始め、通貨としてドイツマルクを導入した。その後のモンテネグロ政府は独立を目指した政策を採り続け、セルビアとの政治的緊張は2000年にミロシェヴィッチが失脚した後も続いた。さらに、アルバニア人民族主義者の武装組織が1996年ごろから暴力を次第に激化させていった。ユーゴスラビア連邦国家の存続は政府にとって深刻な問題となった。

### コソボ紛争
ミロシェヴィッチのセルビア大統領としての2期目の任期が切れると、ミロシェヴィッチはユーゴスラビア連邦大統領の選挙に出馬し、勝利した。ミロシェヴィッチが連邦大統領となったことによって、ミロシェヴィッチはユーゴスラビア連邦軍と治安部隊の直接の指揮権を獲得した。ミロシェヴィッチはこれらをコソボの分離主義の動きを抑えるのに使った。衝突は1996年から1999年にかけて激化して、コソボ紛争として知られる内戦へと発展した。
1999年3月から、アメリカ合衆国の指導のもと、北大西洋条約機構（NATO）がコソボ紛争に介入を始めた。NATOはユーゴスラビア政府がアルバニア人に対してコソボでジェノサイドを行っているものと考えた。その根拠の一つとなったのが、過激なセルビア人民族主義者のヴォイスラヴ・シェシェリがこの時ユーゴスラビアの首相となっていたことである。シェシェリはクロアチアやボスニア・ヘルツェゴビナの紛争時に民兵組織「白い鷹」を率い、多くの市民を惨殺するなどの蛮行を行っている。これと同様の事がコソボのアルバニア人にも行われる事が懸念されていた。加えて、ミロシェヴィッチもまた上記の蛮行に間接的に関与していたものと考えられていた。NATOはアライド・フォース作戦と呼ばれる大規模な空爆を開始し、ユーゴスラビア連邦軍やセルビア人準軍事組織の関連施設と考えられた場所が空爆された。NATOの作戦は、ユーゴスラビア各地で多くの戦闘員ではない市民を殺害し、各方面から厳しい批判を受けた。ユーゴスラビア政府はNATOの行為は市民を対象にした恐怖攻撃であると批判する一方、NATOは攻撃は適法であると主張した。ベオグラードに対する空爆は第二次世界大戦以来のことであった。NATOの介入後も、セルビア人の軍事勢力によるアルバニア人に対する虐殺が起こった。ツスカの虐殺（Cuska massacre）、ポドゥイェヴォの虐殺（Podujevo massacre）、ヴェリカ・クルシャの虐殺（Velika Krusa massacre）は、いずれもこの紛争中にセルビア人の警察や準軍事組織によってアルバニア人市民に対して行われた虐殺の一部である。NATOは、ユーゴスラビアがコソボでの軍事行動を中止し、コソボの自治を回復するよう求めた。長期に及ぶ空爆の後、ミロシェヴィッチはNATO側の要求を受け入れ、コソボの分離独立運動に対する行動を中止し、コソボから撤退、NATOがコソボを占領することを認めた。
1999年6月、NATOによる空爆が終わった後、NATOやその他の外国の軍がコソボ入りし、コソボ解放軍と協力しコソボの秩序回復にあたった。NATOのコソボ解放軍との協力の決定は、NATOが分離主義者の側に立っているとの思いをセルビア人に抱かせた。コソボ解放軍は紛争中、セルビア人の市民に対して多くの蛮行を行ってきた。コソボの支配権がNATOに渡ったとき、およそ30万人のコソボ住民（主にセルビア人）はコソボを脱出するか追放された。多くのセルビア人がコソボを去ったことによって、コソボのセルビア人人口は劇的に減った。多くのセルビア人たちは、コソボの統治機構に組み込まれたコソボ解放軍によるセルビア人への迫害を恐れていた。多くの批判にも関わらず、国際連合はコソボに関する命令の履行を進めた。この中では、コソボは法的にはユーゴスラビアの一部とされる一方、ユーゴスラビア側の統治権は完全に排除された。コソボの自治権は、かつてコソボが最大の自治権を持っていた1974年から1990年までよりもさらに大きくなった。コソボはモンテネグロに倣ってユーゴスラビア・ディナールの使用を停止し、独自の議会と内閣を持ち、さらにモンテネグロよりも進んで独自の自動車のナンバープレートをも作った。コソボにはユーゴスラビアの法制度は適用されず、独自の政府を持ち、ユーゴスラビアの軍、警察、民兵、準軍事組織はコソボから排除された。コソボに住むセルビア人やロマ、クロアチア人、正教会やカトリック教会の施設を守るためのセルビア側からのコソボへの関与は否定された。国際連合の決議は、ユーゴスラビア連邦が解体された後も2009年に至るまでなお効力を持ち続けている。

## 領土区分

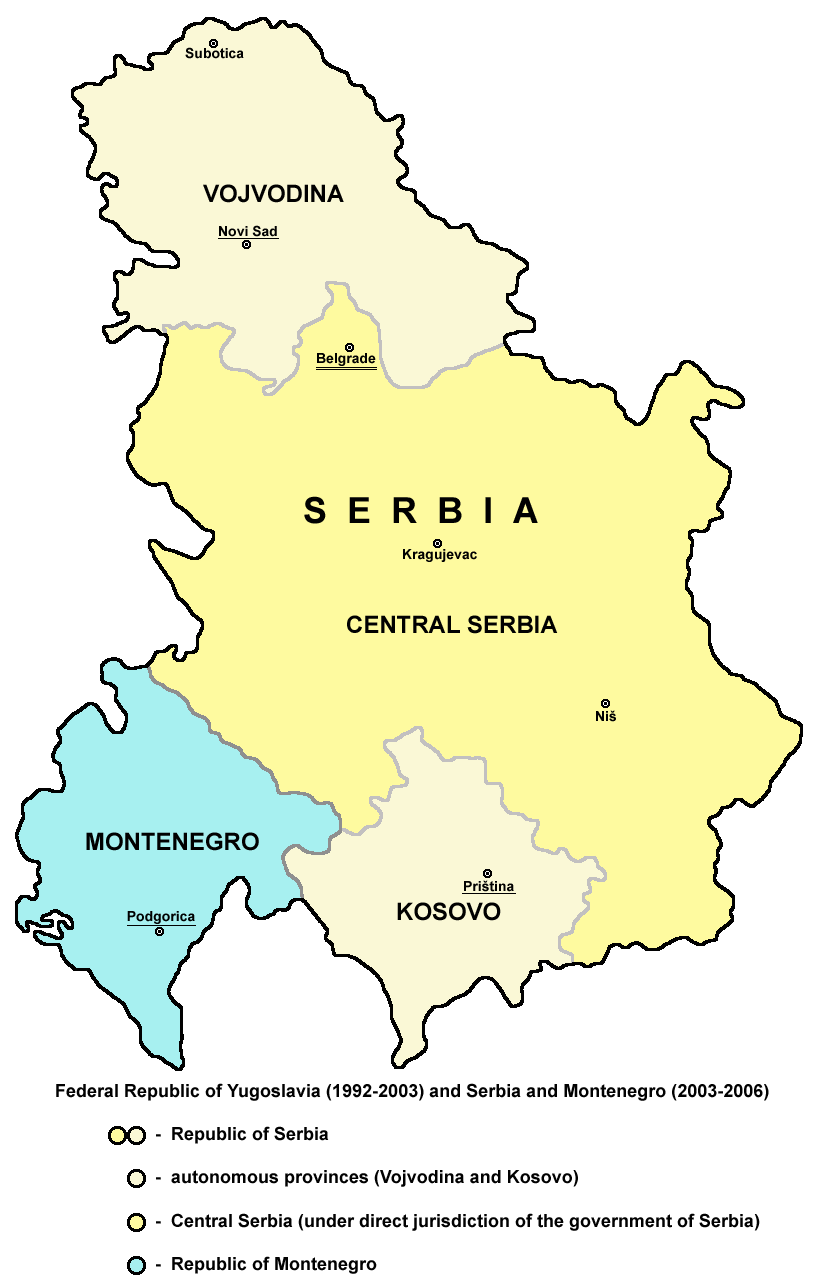
ユーゴスラビア連邦共和国の領土区分。黄色で示された大きいほうがセルビア共和国。青で示された小さいほうがモンテネグロ共和国。

ユーゴスラビア連邦共和国の領土は、2つの共和国と2つの自治州の4つに大きく分けられる。
- セルビア共和国 - 首都:ベオグラード。
  - ヴォイヴォディナ自治州 – セルビア共和国の自治州。首都:ノヴィ・サド。
  - コソボ・メトヒヤ自治州 – セルビア共和国の自治州。コソボ紛争後は国際連合の保護領。首都:プリシュティナ。

- モンテネグロ共和国 - 首都:ポドゴリツァ

## 政治
ユーゴスラビア連邦議会は、市民議会と共和国議会の2つから成る。市民議会はユーゴスラビア市民を代表する通常の議会として機能する一方、共和国議会は連邦を構成するそれぞれの共和国からの同数の議員によって構成され、両共和国の対等性を保障している。
ユーゴスラビア連邦共和国では、かつてのユーゴスラビア社会主義連邦共和国の集団指導体制は廃止され、単一の大統領が選ばれる。ユーゴスラビア連邦共和国の存続期間の間、その大統領の地位は不安定であり、4年以上同じ人物が大統領を務めた例はない。最初の大統領は1992年から1993年までその地位にあったドブリツァ・チョシッチ（Dobrica Ćosić）であり、第二次世界大戦時の共産主義パルチザンの一員であった。チョシッチは後に、物議を醸したセルビア科学芸術アカデミーの覚書の著者の一人となっている。連邦の元首となったにも関わらず、チョシッチは1993年にセルビア大統領のミロシェヴィッチに反対してその地位を追われた。代わって連邦大統領となったのはゾラン・リリッチ（Zoran Lilić）であり、1993年から1997年まで連邦大統領を務めた。1997年にミロシェヴィッチがセルビア大統領としての任期切れを迎えると、ミロシェヴィッチが連邦大統領の地位に就いた。2000年の連邦大統領選挙では、ミロシェヴィッチを利する不正があったとの非難があがった。ミロシェヴィッチの退陣を求めるユーゴスラビアの市民たちは路上でデモを展開し、ベオグラードでは暴動に発展した。ミロシェヴィッチはまもなくその地位から離れ、ヴォイスラヴ・コシュトゥニツァが新しいユーゴスラビア連邦大統領の地位に就いた。コシュトゥニツァは2003年にユーゴスラビア連邦が国家連合セルビア・モンテネグロに移行するまでの間、その大統領の職を務めた。

## 経済
ユーゴスラビアは、かつての領土を大きく失い、市場が縮小したこと、および経済政策の失敗、紛争による国際的な経済制裁によって、深刻な苦境に陥った。1990年代前半、ユーゴスラビアでは通貨ユーゴスラビア・ディナールはハイパーインフレに見舞われた。1990年代中ごろにはインフレを脱した。さらにユーゴスラビアの経済を悪化させたのは、コソボ紛争におけるインフラ、産業施設への空爆であった。これによってユーゴスラビアの経済は1990年の半分にまで縮小した。ミロシェヴィッチの失脚後、民主野党連合の連立政権は、経済の安定化措置を導入し、大胆な市場改革に乗り出した。国際通貨基金の会員資格を2000年に更新すると、ユーゴスラビアは世界銀行や欧州復興開発銀行などへの再加入も果たし、国際社会に復帰していった。
小さいモンテネグロは経済的には連邦政府や、ミロシェヴィッチ時代の前半はセルビアの支配を受けた。その後、2つの共和国は中央銀行を分離し、モンテネグロでは通貨としてドイツマルクを導入し、ドイツマルクがユーロに移行するとユーロが通貨となった。セルビアではその後もユーゴスラビア・ディナールをセルビア・ディナールと改称し、使用し続けた。
ユーゴスラビア連邦の複雑な政治関係、民営化の遅れ、ヨーロッパの景気低迷は、ユーゴスラビア経済に悪影響を及ぼした。国際通貨基金の介入、特に財政規律の要求は、政策決定に重要な要素となった。深刻な失業率は、経済問題の中核であった。汚職や腐敗もまた深刻であり、巨大な闇市や、形式経済に犯罪要素が深く食い込んでいることも問題であった。